# تخت گرو
تخت گِرو نام روستایی کوچک و کوهستانی از توابع بخش کوخرد شهرستان بستک در غرب استان هرمزگان در جنوب ایران واقع شده‌است.در پائین تپه تخت گرو روستای پراحمد قرار دارد.

## محدوده تخت گرو
محدوده روستای تخت گرو از شمال رشته کوه ناخ، از جنوب کوه وراه اتومبیل رو، از مغرب روستای بربار، و از سمت مشرق به روستای بار منتهی می‌شود..

## جمعیت
جمعیت این روستا بر اساس سرشماری سال ۱۳۸۵ جمعیت آن ۱۵۳ نفر (۳۰ خانوار)
بوده است.
که از اهل سنت و از شاخه شافعی هستند یعنی از پیروان امام محمد ادریس شافعی می‌باشند و به زبان فارسی و به گویش محلی تکلم می‌کنند.
این روستا در جنوب شرقی بربار واقع شده‌است.

## درواه مَذَوَه
دره بزرگی در شرق روستا وجود دارد که به نام درواه «مَذَوَه» معروف است.
بهر (تپه) سچاخون در شرق این دره واقع است. یک چشمه کوچک و چند اصله نخل ته دره وجود دارد. دارای ۲ مسجد و یک باب مدرسه و چهار باب آب‌انبار، برکه است.